# Accursio Bentivegna
Accursio Bentivegna (Sciacca, 21 giugno 1996) è un calciatore italiano, attaccante della Casertana.

## Caratteristiche tecniche
È un fantasista: nato come ala destra, con il tempo si è spostato sull'altra fascia in modo da potere calciare con il piede destro, adottando così la posizione di esterno sinistro come proprio ruolo naturale.
Nonostante un apporto abbastanza basso sotto rete dispone di grande velocità, buon dribbling e doti da assist-man. È anche molto versatile, in quanto può giocare come ala su entrambe le fasce, da trequartista e addirittura come seconda punta. Considerato un prospetto molto promettente nelle fasi iniziali della sua carriera, è stato frenato in più occasioni dagli infortuni.
Ha dichiarato di avere preso a modelli principali Alessandro Del Piero e Fabrizio Miccoli.

## Carriera

### Club
Nato a Sciacca, in provincia di Agrigento, nel 2006 Bentivegna inizia a giocare a calcio nella Kronion, scuola calcio della cittadina saccense, trasferendosi poi al Palermo nel 2009. Dopo avere fatto tutta la trafila nel settore giovanile dei rosanero, a partire dal 2013 riesce a mettersi in mostra nella formazione Primavera, allora allenata da Giovanni Bosi.
Dopo avere collezionato le prime convocazioni in prima squadra, il 31 agosto 2014, a 18 anni, Bentivegna debutta in Serie A nella partita contro la Sampdoria (finita 1-1), subentrando a Franco Vázquez. Nel febbraio del 2015 si laurea anche capocannoniere del Torneo di Viareggio insieme a Federico Bonazzoli. Dopo il torneo l'attaccante entra in pianta stabile in prima squadra, venendo impiegato dall'allenatore Giuseppe Iachini anche nelle trasferte di Parma e Cagliari. Chiude la stagione totalizzando tre presenze in prima squadra, più undici goal in diciannove partite nel Campionato Primavera.
Il 31 agosto 2015 Bentivegna si trasferisce in prestito al Como, in Serie B. Segna il suo primo gol fra i professionisti il 27 ottobre 2015, pur non riuscendo a evitare la sconfitta per 3-1 dei lariani contro il Cesena.
Il 28 gennaio del 2016 ritorna a Palermo, con cui però termina il campionato con una sola presenza in Serie A. L'anno successivo è di nuovo nelle file dei rosanero, dove rimane fino alla sessione invernale di mercato, totalizzando tre presenze in campo.
Nel gennaio del 2017 Bentivegna passa in prestito all'Ascoli, tornando così in Serie B. Fa il suo esordio con la maglia bianconera nella partita di recupero contro la Pro Vercelli e colleziona un totale di undici presenze in campionato.
Nell'estate dello stesso anno passa in prestito annuale alla Carrarese, scendendo in Serie C. Dopo una stagione convincente con i toscani, che in quell'annata sfiorano anche la promozione in B, l'anno successivo viene riscattato a titolo definitivo dal Palermo, con cui dunque chiude una parentesi durata nove anni.
Nell'estate del 2020 l'attaccante si trasferisce alla Juve Stabia, sempre in Serie C, ma nella sua prima stagione con i campani non trova molto spazio: di conseguenza il 7 gennaio 2021 viene ceduto in prestito all'Imolese, con cui centra la salvezza alla fine dell'annata.
Dopo essere ritornato nella formazione gialloblu ottiene un posto da titolare per la stagione 2021-2022, che apre segnando due reti nelle prime sette partite di campionato.
Il 23 gennaio 2024 viene ceduto in prestito al Novara.
Il 19 luglio 2024 viene ufficializzato il suo passaggio a titolo definitivo al Pescara.

### Nazionale
Bentivegna ha rappresentato l'Italia a più livelli giovanili e ha anche rappresentato la nazionale sperimentale B Italia nel 2016.

## Statistiche

### Presenze e reti nei club
Statistiche aggiornate al 7 giugno 2025.
| Stagione           | Squadra            | Campionato         | Campionato | Campionato | Coppe nazionali | Coppe nazionali | Coppe nazionali | Coppe continentali | Coppe continentali | Coppe continentali | Altre coppe | Altre coppe | Altre coppe | Totale | Totale | Totale |
| Stagione           | Squadra            | Comp               | Pres       | Reti       | Comp            | Pres            | Reti            | Comp               | Pres               | Reti               | Comp        | Pres        | Reti        | Pres   | Reti   |        |
| ------------------ | ------------------ | ------------------ | ---------- | ---------- | --------------- | --------------- | --------------- | ------------------ | ------------------ | ------------------ | ----------- | ----------- | ----------- | ------ | ------ | ------ |
| 2014-2015          | Palermo            | A                  | 3          | 0          | CI              | 0               | 0               | -                  | -                  | -                  | -           | -           | -           | 3      | 0      |        |
| 2015-gen. 2016     | Como               | B                  | 15         | 1          | CI              | 0               | 0               | -                  | -                  | -                  | -           | -           | -           | 15     | 1      |        |
| gen.-giu. 2016     | Palermo            | A                  | 1          | 0          | CI              | -               | -               | -                  | -                  | -                  | -           | -           | -           | 1      | 0      |        |
| 2016-gen. 2017     | Palermo            | A                  | 3          | 0          | CI              | 1               | 0               | -                  | -                  | -                  | -           | -           | -           | 4      | 0      |        |
| Totale Palermo     | Totale Palermo     | Totale Palermo     | 7          | 0          |                 | 1               | 0               |                    | -                  | -                  |             | -           | -           | 8      | 0      |        |
| gen.-giu. 2017     | Ascoli             | B                  | 11         | 0          | CI              | -               | -               | -                  | -                  | -                  | -           | -           | -           | 11     | 0      |        |
| 2017-2018          | Carrarese          | C                  | 31         | 5          | CI-C            | 0               | 0               | -                  | -                  | -                  | -           | -           | -           | 31     | 5      |        |
| 2018-2019          | Carrarese          | C                  | 24+4       | 1+1        | CI+ CI-C        | 0+2             | 0               | -                  | -                  | -                  | -           | -           | -           | 30     | 2      |        |
| 2019-2020          | Carrarese          | C                  | 4+1        | 0          | CI+CI-C         | 2+0             | 0               | -                  | -                  | -                  | -           | -           | -           | 7      | 0      |        |
| Totale Carrarese   | Totale Carrarese   | Totale Carrarese   | 59+5       | 7          |                 | 4               | 0               |                    | -                  | -                  |             | -           | -           | 68     | 7      |        |
| 2020-gen. 2021     | Juve Stabia        | C                  | 5          | 0          | CI              | 2               | 0               | -                  | -                  | -                  | -           | -           | -           | 7      | 0      |        |
| gen.-giu. 2021     | Imolese            | C                  | 17+2       | 3          | -               | -               | -               | -                  | -                  | -                  | -           | -           | -           | 19     | 3      |        |
| 2021-2022          | Juve Stabia        | C                  | 34         | 9          | CI-C            | 1               | 0               | -                  | -                  | -                  | -           | -           | -           | 35     | 9      |        |
| 2022-2023          | Juve Stabia        | C                  | 24+1       | 1          | CI              | 2               | 0               | -                  | -                  | -                  | -           | -           | -           | 27     | 1      |        |
| 2023-gen. 2024     | Juve Stabia        | C                  | 8          | 0          | CI              | 2               | 1               | -                  | -                  | -                  | -           | -           | -           | 10     | 1      |        |
| Totale Juve Stabia | Totale Juve Stabia | Totale Juve Stabia | 72         | 10         |                 | 7               | 1               |                    | -                  | -                  |             | -           | -           | 79     | 11     |        |
| gen.-giu. 2024     | Novara             | C                  | 16+2       | 3+2        | CI-C            | -               | -               | -                  | -                  | -                  | -           | -           | -           | 18     | 5      |        |
| 2024-2025          | Pescara            | C                  | 28+7       | 7+1        | CI-C            | 1               | 0               | -                  | -                  | -                  | -           | -           | -           | 36     | 8      |        |
| Totale carriera    | Totale carriera    | Totale carriera    | 253        | 34         |                 | 13              | 1               |                    | -                  | -                  |             | -           | -           | 256    | 35     |        |

## Palmarès

### Individuale
- Capocannoniere del Torneo di Viareggio: 1

2015 (5 gol a pari merito con Federico Bonazzoli)